# 9775 Joeferguson
9775 Joeferguson (1993 OH12) là một tiểu hành tinh vành đai chính được phát hiện ngày 19 tháng 7 năm 1993 bởi E. W. Elst ở Đài thiên văn Nam Âu.